# Jiří Novotný (hockey sur glace)
Pour les articles homonymes, voir Jiří Novotný et Novotný.

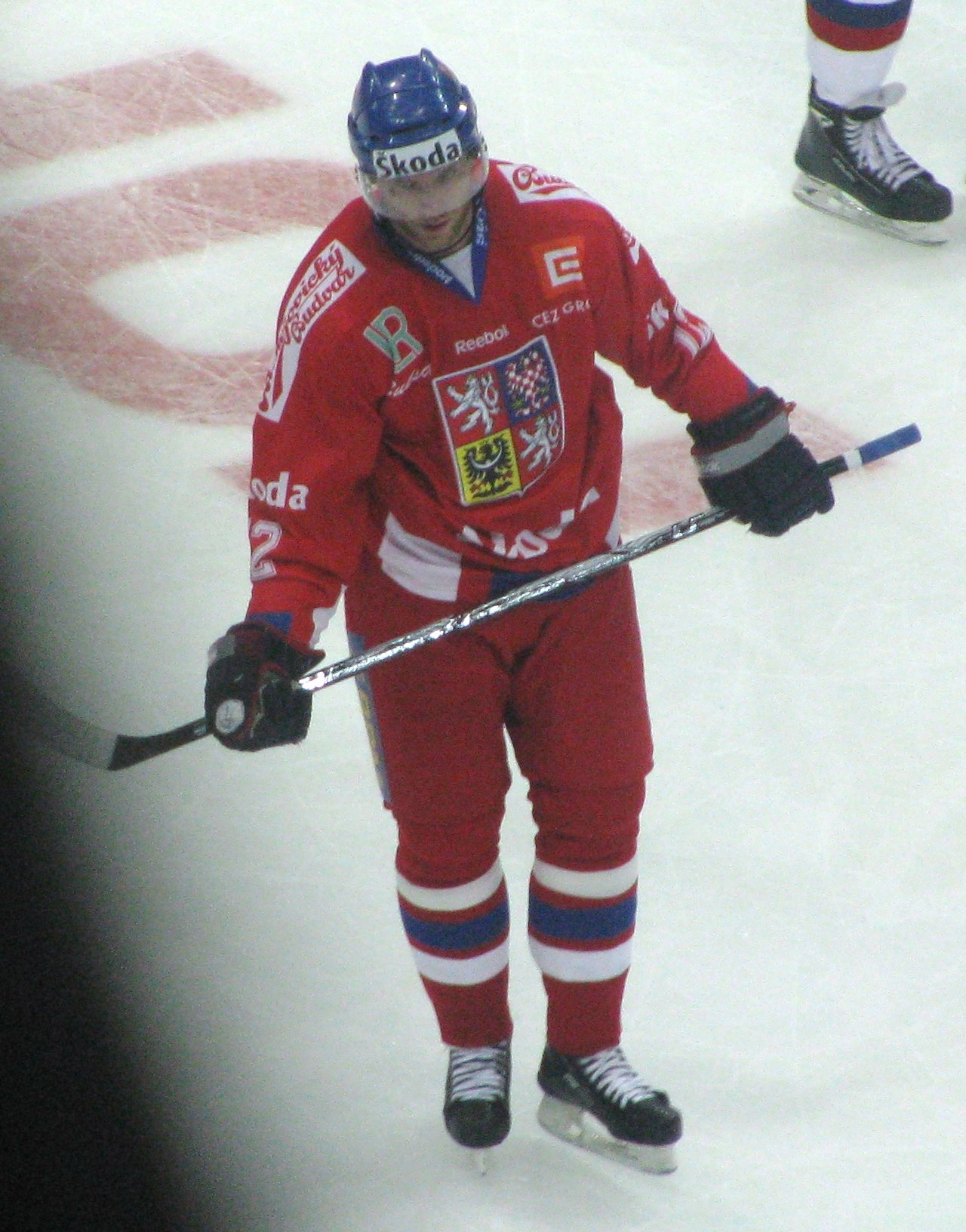
Jiří Novotný en 2010.

Jiří Novotný (né le 12 août 1983 à České Budějovice en Tchécoslovaquie aujourd'hui ville de République tchèque) est un joueur professionnel de hockey sur glace.

## Carrière en club
Il commence sa carrière en 1997 dans l'équipe junior du HC Hradec Králové. La saison suivante, il rejoint le club de sa ville natale, le HC České Budějovice mais toujours dans les ligues de moins de 18 ans. Il fait ses débuts dans une équipe sénior en 1999-2000 sous les couleurs du HC Slezan Opava dans la seconde division tchèque, la 1.liga.
En 2000-2001, il signe un contrat avec sa ville natale pour deux saisons alors qu'au cours de l'été 2001, il participe au repêchage d'entrée dans la Ligue nationale de hockey. Il est alors choisi en première ronde par les Sabres de Buffalo en tant que 22e choix. Il ne rejoint pas pour autant la LNH mais reste encore une saison dans son pays.
En 2002, il rejoint la Ligue américaine de hockey avec l'équipe affiliée à la franchise des Sabres, les Americans de Rochester. Il joue trois saisons dans la LAH avec les Americans et remporte le titre de champion de la saison régulière en 2005 mais les Americans ne parviennent pas à remporter la Coupe Calder (ils sont éliminés au second tour).
Il fait ses débuts dans la LNH le 12 janvier 2006 contre les Coyotes de Phoenix et le 27 février 2007 il est échangé en retour de Dainius Zubrus aux Capitals de Washington, est laissé libre à la fin de la saison et signe un contrat de deux ans avec les Blue Jackets de Columbus le 3 juillet 2007.

## Statistiques
| Saison     | Équipe                   | Ligue           |     | Saison régulière | Saison régulière | Saison régulière | Saison régulière | Saison régulière |   | Séries éliminatoires | Séries éliminatoires | Séries éliminatoires | Séries éliminatoires | Séries éliminatoires |
| Saison     | Équipe                   | Ligue           | PJ  | B                | A                | Pts              | Pun              | PJ               | B | A                    | Pts                  | Pun                  |                      |                      |
| 1997-1998  | HC Hradec Králové        | Extraliga Jr.18 | 34  | 23               | 25               | 48               |                  | -                | - | -                    | -                    | -                    |                      |                      |
| 1998-1999  | HC České Budějovice      | Extraliga Jr.18 | 46  | 23               | 22               | 45               |                  | -                | - | -                    | -                    | -                    |                      |                      |
| 1999-2000  | HC České Budějovice      | Extraliga Jr.18 | 6   | 3                | 2                | 5                | 2                | 5                | 2 | 5                    | 7                    | 2                    |                      |                      |
| 1999-2000  | HC České Budějovice      | Extraliga Jr.20 | 36  | 11               | 10               | 21               | 6                | -                | - | -                    | -                    | -                    |                      |                      |
| 1999-2000  | HC Slezan Opava          | 1.liga          | 13  | 1                | 2                | 3                | 2                | 4                | 1 | 0                    | 1                    | 4                    |                      |                      |
| 2000-2001  | HC České Budějovice      | Extraliga Jr.20 | 43  | 13               | 20               | 33               | 69               | -                | - | -                    | -                    | -                    |                      |                      |
| 2000-2001  | HC České Budějovice      | Extraliga       | 19  | 0                | 4                | 4                | 2                | -                | - | -                    | -                    | -                    |                      |                      |
| 2000-2001  | HC Vajgar Hradec         | 2.liga          | -   | -                | -                | -                | -                | 1                | 0 | 0                    | 0                    | 0                    |                      |                      |
| 2001-2002  | HC České Budějovice      | Extraliga Jr.20 | 7   | 4                | 4                | 8                | 4                | -                | - | -                    | -                    | -                    |                      |                      |
| 2001-2002  | HC České Budějovice      | Extraliga       | 41  | 8                | 6                | 14               | 6                | -                | - | -                    | -                    | -                    |                      |                      |
| 2001-2002  | HC Vajgar Hradec         | 2.liga          | 2   | 1                | 2                | 3                | 0                | -                | - | -                    | -                    | -                    |                      |                      |
| 2002-2003  | Americans de Rochester   | LAH             | 43  | 2                | 9                | 11               | 14               | 3                | 0 | 1                    | 1                    | 10                   |                      |                      |
| 2003-2004  | Americans de Rochester   | LAH             | 48  | 1                | 14               | 15               | 16               | 13               | 0 | 1                    | 1                    | 10                   |                      |                      |
| 2004-2005  | Americans de Rochester   | LAH             | 61  | 5                | 20               | 25               | 36               | 9                | 2 | 2                    | 4                    | 4                    |                      |                      |
| 2005-2006  | Sabres de Buffalo        | LNH             | 14  | 2                | 1                | 3                | 0                | 4                | 0 | 0                    | 0                    | 0                    |                      |                      |
| 2005-2006  | Americans de Rochester   | LAH             | 66  | 17               | 37               | 54               | 40               | -                | - | -                    | -                    | -                    |                      |                      |
| 2006-2007  | Sabres de Buffalo        | LNH             | 50  | 6                | 7                | 13               | 26               | -                | - | -                    | -                    | -                    |                      |                      |
| 2006-2007  | Capitals de Washington   | LNH             | 18  | 0                | 6                | 6                | 2                | -                | - | -                    | -                    | -                    |                      |                      |
| 2007-2008  | Blue Jackets de Columbus | LNH             | 65  | 8                | 14               | 22               | 24               | -                | - | -                    | -                    | -                    |                      |                      |
| 2008-2009  | Blue Jackets de Columbus | LNH             | 42  | 3                | 4                | 7                | 14               | -                | - | -                    | -                    | -                    |                      |                      |
| 2009-2010  | Atlant Mytichtchi        | KHL             | 45  | 12               | 21               | 33               | 8                | 4                | 0 | 1                    | 1                    | 0                    |                      |                      |
| 2010-2011  | Barys Astana             | KHL             | 53  | 13               | 28               | 41               | 78               | 4                | 0 | 0                    | 0                    | 2                    |                      |                      |
| 2011-2012  | Barys Astana             | KHL             | 42  | 9                | 12               | 21               | 22               | 7                | 0 | 4                    | 4                    | 25                   |                      |                      |
| 2012-2013  | HC Lev Prague            | KHL             | 43  | 6                | 9                | 15               | 18               | 4                | 1 | 0                    | 1                    | 4                    |                      |                      |
| 2013-2014  | HC Lev Prague            | KHL             | 49  | 11               | 16               | 27               | 22               | 21               | 5 | 4                    | 9                    | 26                   |                      |                      |
| 2014-2015  | Lokomotiv Iaroslavl      | KHL             | 59  | 7                | 25               | 32               | 42               | 6                | 1 | 0                    | 1                    | 4                    |                      |                      |
| 2015-2016  | Lokomotiv Iaroslavl      | KHL             | 38  | 5                | 7                | 12               | 14               | 5                | 1 | 0                    | 1                    | 6                    |                      |                      |
| 2016-2017  | Traktor Tcheliabinsk     | KHL             | 21  | 4                | 4                | 8                | 16               | 6                | 0 | 0                    | 0                    | 4                    |                      |                      |
| 2017-2018  | HK Lada Togliatti        | KHL             | 33  | 4                | 5                | 9                | 24               | -                | - | -                    | -                    | -                    |                      |                      |
| 2018-2019  | HC Škoda Plzeň           | Extraliga       | 2   | 0                | 0                | 0                | 0                | -                | - | -                    | -                    | -                    |                      |                      |
| 2018-2019  | HC Ambrì-Piotta          | LNA             | 46  | 4                | 11               | 15               | 32               | 5                | 0 | 0                    | 0                    | 14                   |                      |                      |
| 2019-2020  | HC Ambrì-Piotta          | LNA             | 8   | 0                | 3                | 3                | 2                | -                | - | -                    | -                    | -                    |                      |                      |
| 2020-2021  | HC Ambrì-Piotta          | LNA             | 46  | 4                | 11               | 15               | 53               | -                | - | -                    | -                    | -                    |                      |                      |
| 2021-2022  | HC České Budějovice      | Extraliga       | 34  | 4                | 4                | 8                | 19               | 10               | 1 | 1                    | 2                    | 2                    |                      |                      |
| 2022-2023  | HC České Budějovice      | Extraliga       | 2   | 0                | 0                | 0                | 0                | -                | - | -                    | -                    | -                    |                      |                      |
| Totaux LNH | Totaux LNH               | Totaux LNH      | 147 | 16               | 28               | 44               | 52               | 4                | 0 | 0                    | 0                    | 0                    |                      |                      |

## Carrière internationale
Il représente la République tchèque lors des compétitions internationales suivantes :
Championnat du monde moins de 18 ans
- 2000 - 6e place
- 2001 - 4e place

Championnat du monde junior
- 2002 - 7e place
- 2003 - 6e place

Championnat du monde
- 2007 - élimination en quart de finale